# Поярково (Московская область)
Поярково — деревня в Московской области России. Входит в городской округ Химки. Население — 522 чел. (2010).

## История
Село Поярково впервые упомянуто в 1581 году, когда оно было митрополичьим селом. В Пояркове стояла деревянная церковь Георгия Страстотерпца, сгоревшая в начале XVII века. В писцовых книгах 1620-х годов Поярково значилось как «пустошь без церковного места». В 1651 году по обменному акту пустошь Поярково была передана боярину Артамону Сергеевичу Матвееву, известному государственному деятелю XVII века. В 1665 году Матвеевым была построена каменная церковь Рождества Богородицы. После смерти Артамона Матвеева вотчина отошла его сыну Андрею. В 1728 году граф Матвеев продал село Василию Васильевичу Степанову, впоследствии Поярково неоднократно переходило из рук в руки.
В конце ноября 1941 года село было занято немецкими войсками. Здесь, по линии Клушино — Владычино — Поярково — Лунёво, проходил рубеж обороны Москвы. В декабре 1941 года село было освобождено группой советских войск под командованием генерала Ф. Т. Ремизова.
В 2005—2019 годах деревня входила в Лунёвское сельское поселение Солнечногорского муниципального района, в 2019—2022 годах  — в состав городского округа Солнечногорск, с 1 января 2023 года включена в состав городского округа Химки.

## Население
| 1852 | 1859 | 1890 | 1899 | 1926 | 1989 | 1998 |
| ---- | ---- | ---- | ---- | ---- | ---- | ---- |
| 226  | ↗238 | ↗320 | ↘308 | ↗500 | ↘437 | ↘373 |
| 2002 | 2010 |      |      |      |      |      |
| ↗465 | ↗522 |      |      |      |      |      |

## Храм Рождества Богородицы
Храм Рождества Богородицы, построенный при Артамоне Матвееве в 1665 году, — один из лучших образцов московского «донарышкинского» зодчества XVII века. Это бесстолпное одноглавое украшенное кокошниками сооружение с небольшой трапезной. Фасады украшены резными наличниками и белокаменными порталами. В 1670-х годах была построена шатровая колокольня, стоящая на сквозных арках с круглыми опорами. Колокольня отличается богатым внешним убранством: полуколонками в проёмах столбов, многоцветными изразцами, висячими гирьками в проёмах ярусов. В 1807 году из-за ветхости церковь Рождества Богородицы была приписана к Знаменской церкви села Иевлево-Знаменское. Это позволило церкви избежать крупных перестороек. В 1930-х годах храм был закрыт и разграблен, а в 1992 году возвращён верующим. В 1998 году здесь состоялось первое после долгого перерыва богослужение.